# 乙女ぷりぷり!+2
『乙女ぷりぷり!+2』（おとめぷりぷり!プラスツー）は、STVラジオで放送されていたラジオ番組。2007年4月2日放送開始、同年9月24日放送終了。

## 放送時間
- 毎週月曜 21:30 - 22:00

## パーソナリティ
- 急式裕美（STVアナウンサー） - 「ひろみちゃん」名義で出演。
- オジョー（上海ドール）
- ことみ（上海ドール）

## コーナー
- ぽぽぽぽポエム
- 札幌吉本+2 - 『さっぽろ吉本男まつり』とのコラボレーション企画で、毎回札幌吉本所属の芸人2組が出演。出演者それぞれにネタを披露してもらい、リスナーによる投票で勝者を決める。勝ち抜け制だが、リベンジは可能な模様。